# 珀茲星蟒
珀茲星蟒（學名：Antaresia perthensis）是蛇亞目蟒科下的一個無毒蛇種，主要分布於澳洲的西澳大利亞州，是侏儒蟒屬以至整個蟒科中體型最小的品種。珀茲星蟒亦被稱為「蟻丘蟒」，這是因為牠們常出沒於白蟻所居住的蟻丘之中。珀茲星蟒的學名「Perthensis」源於其分布地西澳大利亞州的首都珀斯，可是珀斯當地卻並非珀茲星的實際分布地。目前尚未有任何亞種被確認。

## 特徵
初生的珀茲星蟒體長約有8英寸，體重約為4克。一歲時體重約為25克。成熟期（約三歲）體長約有50厘米，體重則接近210克。

## 地理分布
珀茲星蟒主要分布於澳洲西澳大利亞州的西北部與及一些海岸地區。其標本產地為「西澳大利亞州，珀斯」。這裡有一點問題存在，因為珀斯並不是珀茲星蟒的主要分布區域，這個奇怪的產地命名習慣亦備受一些歐洲學者的抨擊。而根據L.A. Smith的研究結論，珀茲星蟒的標本產地應是「不詳」。

## 備註
1. 1 2  McDiarmid RW、Campbell JA、Touré T：《Snake Species of the World: A Taxonomic and Geographic Reference, vol. 1》頁511，Herpetologists' League，1999年。ISBN 1-893777-00-6
2. 1 2  Browne-Cooper R.、Bush B.、Maryan B.、Robinson, D：《"Houtman Abrolhos", Reptiles and Frogs in the Bush: Southwestern Australia》，西澳大學出版社，2007年。ISBN 9778 1 920694 74 6
3. ↑  . ITIS.   [17 August 2007].